# Universidad Católica de Colombia
La Universidad Católica de Colombia es una universidad privada ubicada en Bogotá, Colombia. Fue fundada el 3 de marzo de 1970 por un grupo de profesores. La universidad posee como base de enseñanza los pilares del catolicismo. Es miembro de la Federación Internacional de Universidades Católicas (FIUC). El Ministerio de Educación Nacional, mediante Resolución n.º 9520 del 6 de septiembre de 2019, le otorgó la Acreditación Institucional de Alta Calidad por cuatro años. Recibió en 2019 la certificación de alta calidad, lo que la cataloga como una de las mejores universidades del país.

## Historia
La universidad fue fundada por un grupo de profesores bajo los principios del cristianismo católico en 1970. Fue reconocida como universidad mediante la Resolución 15647 del Ministerio de Educación Nacional. Las primeras carreras ofrecidas por la institución educativa fueron derecho, ingeniería industrial, ingeniería eléctrica, arquitectura, ciencias económicas y ciencias de la educación.
En 1984, la Universidad creó el Liceo Gilberto Alzate Avendaño para la enseñanza de docentes especializados en educación preescolar, primaria, secundaria y vocacional. 
En 1985, fue fundada la Facultad de Ingeniería de Sistemas dentro de la Universidad, y en 1995 fue aprobada la creación de la Facultad de Ingeniería Electrónica y Telecomunicaciones. Sin embargo, los programas de Ingeniería fueron unificadas en una sola facultad. Ese mismo año, la mayoría de los profesores de derecho de la Universidad murieron durante la toma militar al Palacio de Justicia, ya que también ejercían como magistrados en la Corte Suprema durante el incidente.
El 27 de agosto de 1991 se aprobó el cambio de nombre del Liceo Alzate por Liceo de la Universidad Católica.
En 2003, la Universidad dio autorización para el inicio de actividades de la Escuela de Tecnologías (UCET) en la sede La Caro. El centro está centrado en el desarrollo agroindustrial y empresarial. Sin embargo, los procesos de inscripción y matrículas fueron suspendidos por la oferta de programas tecnológicos en otras universidades públicas de la región.

## Simbología

### Escudo

Anterior Escudo UCDC

El escudo de la Universidad fue diseñado en 1970 por el doctor Ángel María Quintero Hernández, quien fue un filósofo colombiano y también fue uno de los fundadores de la Universidad y autor de la Declaración de Principios de la institución. Fue rediseñado en 2008. Resalta la Cruz de Lorena junto con una heráldica de los símbolos que identifican cada una de las cinco carreras con que inició labores la Universidad, los cuales son Derecho, Psicología, Arquitectura, Economía, e Ingenierías. La inscripción en latín Sapientia aedificavit sibi domun encima del escudo significa «el saber ha edificado su propio dominio».
El color azul representa la proyección del tiempo y el infinito en el espacio azul del cielo. El blanco representa la pureza y honestidad como atributos de la Universidad que le permiten formar profesionales dentro de claros preceptos éticos y morales. El dorado, símbolo de la riqueza espiritual reflejada en la academia, como preparación para la vida material.

## Biblioteca
La Biblioteca de la Universidad Católica inició sus actividades en 1974 con 272 títulos. Actualmente, cuenta con una colección general de 29 400 títulos y más de 51 000 ejemplares, conformados por material de consulta general, referencial, reserva y CD-ROM. Dentro de su catálogo, se encuentra disponible una hemeroteca con más de 620 títulos de revistas y periódicos nacionales e internacionales y 27 200 artículos de opinión. También se encuentran disponibles varios trabajos de los programas de pregrado archivados como libros, microfichas, CD-ROM y de acceso abierto en el Repositorio Institucional de la Universidad (RIUCAC).
En 2016, fue inaugurada una nueva biblioteca con capacidad de 10 000 volúmenes.

## Sedes

Mapa UCDC Bogotá, Colombia

- Sede 4: se encuentra ubicado en la Carrera 13 con Calle 47. Fue construido con materiales ecológicos y posee un sistema de energía solar. Además, es el único edificio colgante en la ciudad de Bogotá.

Sede Carrera 13

- Sede Carrera 13
- Sede Claustro
- Sede Las Torres

## Programas especializados
La Universidad cuenta con 9 programas de pregrado, 17 especializaciones, 4 maestrías y 2 doctorados.

### Pregrados
- Facultad de Derecho
  - Derecho
- Facultad de Ciencias Económicas y Administrativas
  - Economía
  - Administración de empresas
- Facultad de Diseño
  - Arquitectura
- Facultad de Ingeniería
  - Ingeniería Electrónica y Telecomunicaciones
  - Ingeniería Industrial
  - Ingeniería de sistemas y computación
  - Ingeniería Civil
- Facultad de Psicología
  - Psicología

### Posgrados
- Facultad de Psicología
  - Doctorado en Psicología
  - Maestría en Psicología
  - Especialización en Psicología Educativa
  - Especialización en Psicología Jurídica
  - Especialización en Psicología de las Organizaciones
  - Especialización en Psicología Clínica
- Facultad de Ingeniería
  - Maestría en Ingeniería y Gestión de la Innovación
  - Especialización en Auditoría de Sistemas de Información
  - Especialización en Gerencia de Obras
  - Especialización en Ingeniería de Pavimentos
  - Especialización en Recursos Hídricos
  - Especialización en Seguridad de la Información
- Facultad de Ciencias Económicas y Administrativas
  - Especialización en Administración Financiera
  - Especialización en Formulación y Evaluación Social y Económica de Proyectos
- Facultad de Derecho
  - Doctorado en Derecho
  - Maestría En Derechos Humanos y Derecho Internacional Humanitario
  - Maestría en Ciencia Política
  - Especialización en Derecho Constitucional y Administrativo
  - Especialización en Derecho del Trabajo y Seguridad Social
  - Especialización en Derecho Penal y Ciencias Forenses
  - Especialización en Derecho Probatorio
  - Especialización en Derecho Tributario y Aduanero
  - Especialización en Gobierno y Gestión del Desarrollo Regional y Municipal
- Facultad de Diseño
  - Maestría en Diseño Sostenible